# Elsie Duval
Pour les articles homonymes, voir Duval.
Elsie Diedrichs Duval, née en 1892 et morte en 1919, est une suffragette britannique et militante pour les droits des femmes. Elle a été arrêtée à plusieurs reprises tout au long de sa vie et, en 1913, est devenue la première femme à être libérée de prison en vertu du Cat and Mouse Act.

## Biographie
Sa famille soutient les revendications suffragistes britanniques. Entre 1908 et 1912, sa mère, Emily Duval a été arrêtée à six reprises. Elle-même adhère au WSPU en 1907,,. Son frère Victor Duval est un fondateur du Men's Political Union for Women's Enfranchisement, où elle fait connaissance de son futur mari Hugh Franklin.
Elle est arrêtée le 23 novembre 1911, pour entrave à l'action de la police, après la convocation du dixième Parlement des femmes à Claxton Hall tandis que le WSPU tentait de remettre une pétition au Premier ministre. La mère d'Elsie, deux de ses sœurs et son frère Victor sont également arrêtés. Après sa libération, elle demande à participer aux actions militantes de la WSPU,,.
En juillet 1912, Elsie brise une vitre du bureau de poste de Clapham, ce qui lui vaut une condamnation à un mois de détention à la prison de Holloway,,. Elle est libérée le 3 août 1912 après avoir été nourrie de force à neuf reprises.
Elle est à nouveau arrêtée, à Croydon, le 3 avril 1913, ainsi que Phyllis Brady (Olive Beamish),,,, alors qu'elles sont soupçonnées de vouloir faire un feu. Les deux femmes sont condamnées à six semaines de prison à Holloway. Elles sont nourries de force et Elsie reçoit la Hunger Strike Medal de la WSPU. Pendant sa détention, Elsie tient un journal dans lequel elle rend compte des problèmes cardiaques dont elle est victime après avoir été nourrie de force. Elle bénéficie d'une libération provisoire de deux semaines grâce au « Cat and Mouse Act », mais elle est avertie que d'autres enquêtes sont en cours d'instruction pour sa participation supposée à un incendie à Englefield Green et contre la gare de Sanderstead et choisit de se réfugier en Europe continentale.
Elsie adopte le pseudonyme d'Eveline Dukes et se fabrique de fausses références lui permettant de trouver un emploi. Elle travaille comme gouvernante pendant dix mois, puis séjourne trois mois à Bruxelles où elle apprend le français et fait un travail de bureau, suivie de deux mois en Suisse. Lorsque la Première Guerre mondiale commence en 1914, une amnistie générale est accordée aux suffragettes et elle peut regagner l'Angleterre,,.

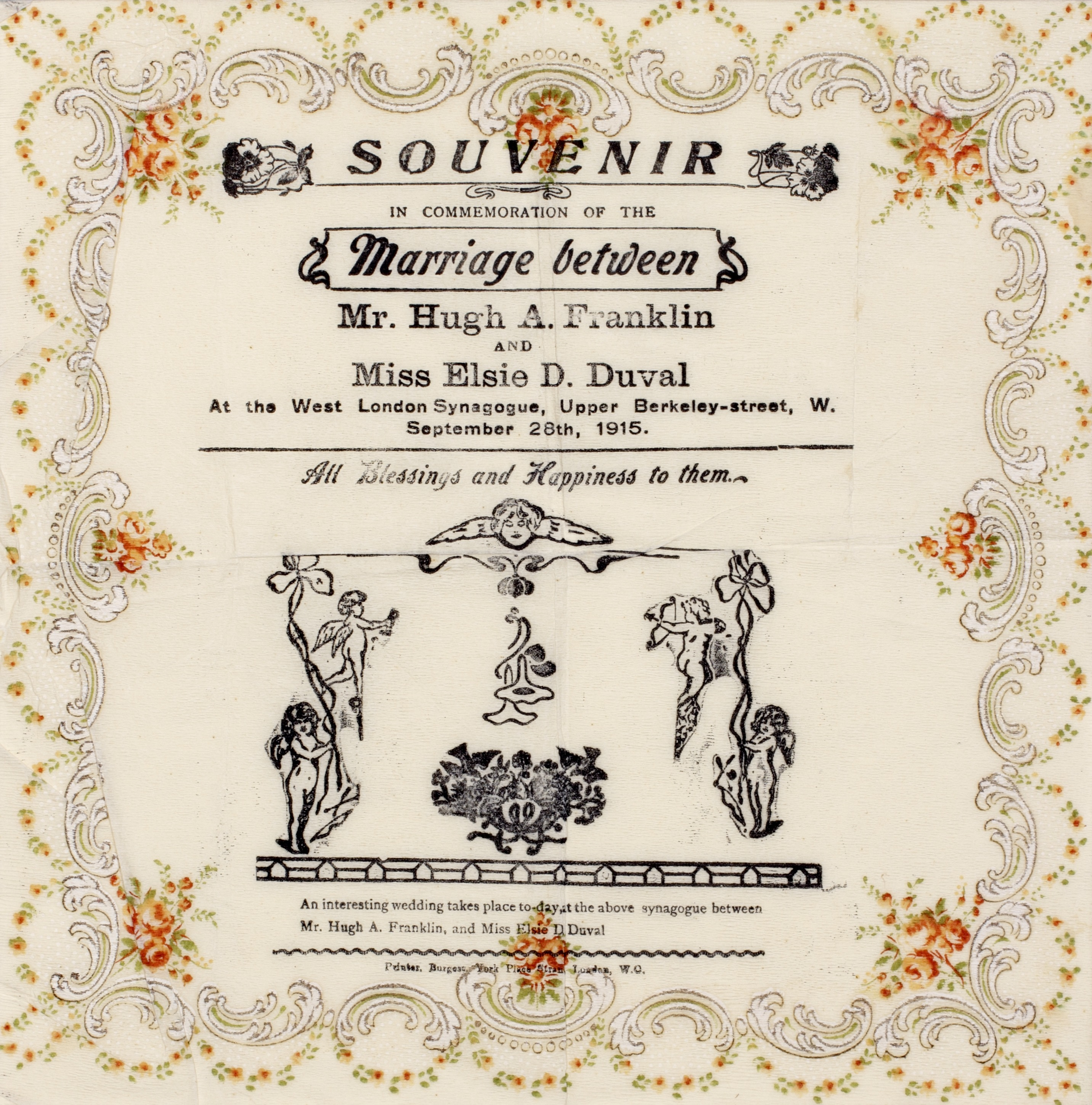
Serviette souvenir célébrant le mariage de Hugh et Elsie

Elsie se fiance à Hugh en mars 1913. Elle se marie à la West London Synagogue le 28 septembre 1915,,.
En 1917, Elsie rejoint le nouveau parti formé par Christabel et Emmeline Pankhurst après la dissolution du WSUP. Elle continue à faire campagne pour le droit de vote des femmes. En 1919, Elsie meurt à l'âge de 26 ans, à cause de problèmes cardiaques causés par une pneumonie aiguë contractée pendant l'épidémie de grippe de 1918. Dans sa dernière lettre à Hugh, elle écrit « mon cœur est comme une machine à vapeur ». Il est possible que l'alimentation forcée en prison ait altéré sa santé,,,,, .